# مغراوة (المغرب)
مغراوة هي جماعة قروية في إقليم تازة بجهة فاس مكناس. وهي تضم .. نسمة، حسب الإحصاء العام للسكان والسكنى لسنة 2014.

## دواوير الجماعة
- دوار مغراوة (مركز الجماعة)
- دوار تيسيدال
- دوار تمورغوت
- دوار إزلافن
- دوار تاوريرت
- داور تامطغوست
- دوار تادمامت
- دوار بني خلو
- دوار باب الخميس
- دوار قرونة
- دوار زريان
- دوار العنصر
- دوار تاكوراست
- داور باب الأربعاء
- دوار الشبوط
- داور أبشمي
- دوار القنطرة
- دوار تامضيت
- داور الماء العايش
- دوار أغربي
- دوار لينجو
- دوار إمحرفن
- دوار إطرطورن
- دوار بوجليد
- دوار لعري مفتاح
- دوار لجناب
- دوار تاحفورت نايت اسماعل
- دوار العرصة

## التعليم
قائمة المؤسسات التعليمية في جماعة مغراوة:
- مجموعة مدارس العنصر
- مجموعة مدارس مغراوة
- مجموعة مدارس تمورغوت
- مجموعة مدارس تلاجدوت
- إعدادية مغراوة

## الصحة
المركز الصحي مغراوة
المركز الصحي باب الأربعاء
المركز الصحي تلاجدوت
المركز الصحي أسرير

## السياحة
- الواد البارد
- ضاية تامدة
- شلالات أيت إسماعيل
- مضاييق بيزي